# Herbert Begemann
Herbert Begemann (* 4. Mai 1917 in Münster, Westfalen; † 6. April 1994 in St. Peter, Schwarzwald) war ein deutscher Hämatologe und Onkologe.

## Leben
Begemann promovierte 1941 an der Universität Köln in Medizin (Agranulocytose nach chirurgischen Eingriffen). 1951 habilitierte er sich an der Universität Freiburg im Breisgau (Klinische und experimentelle Beobachtungen am immunisierten Lymphknoten), an der er unter Ludwig Heilmeyer Leiter des hämatologischen Laboratoriums war. Er war Professor für Innere Medizin in München, Chefarzt der Ersten Medizinischen Abteilung und Ärztlicher Direktor des Städtischen Krankenhauses München-Schwabing.

## Werk
Begemann war mit Ludwig Heilmeyer der Herausgeber des Atlas der klinischen Hämatologie und war Herausgeber und auch Autor vieler Teile des zweiten Bandes (Blut und Blutkrankheiten gewidmet) des Handbuchs der inneren Medizin in der vierten (1951 mit Ludwig Heilmeyer) und fünften Auflage nach dem Zweiten Weltkrieg.
1972/73 war er Vorsitzender der Deutschen Gesellschaft für Innere Medizin und des Wiesbadener Internistenkongresses.
Er war in den 1960er Jahren aktiv gegen atomare Aufrüstung und war Gründungsmitglied der Internationalen Ärzte für die Verhütung des Atomkriegs (IPPNW). 1961 veröffentlichte er die erste umfassende deutschsprachige Darstellung der Leukämieentstehung bei den Strahlenopfern der Atombombenabwürfe in Hiroshima und Nagasaki. Einer seiner weiteren wissenschaftlichen Schwerpunkte waren Leukämien und er sah Radioaktivität auch in niedriger Dosierung als gesundheitsgefährdend an. Bengemann engagierte sich auch im Kampf gegen die atomare Wiederaufarbeitungsanlage Wackersdorf und wandte sich 1983 mit seinen Bedenken in einem offenen Brief an alle bayerischen Ärzte.
Begemann setzte sich für die Erinnerung an den 1944 ermordeten jüdischen Hämatologen Hans Hirschfeld ein, indem er ihm 1988 die 9. Auflage seiner praktischen Hämatologie widmete. Er veröffentlichte auch zu Kriegsdienstverweigerung, Pazifismus und war in der Friedens- und Anti-Atomkraft-Bewegung aktiv. Er war auch kritisch gegenüber der naturwissenschaftlichen Medizin, Krankenhaushierarchien und dem traditionellen Arzt-Patienten-Verhältnis.
Seine Klinische Hämatologie (mit Hans-Günther Harwerth) erschien zuerst 1959 bei Thieme.

## Schriften (Auswahl)
- Das Blut und seine Erkrankungen, Wiesbaden, Lugano: Aesopus Verlag 1969
- mit Ludwig Heilmeyer (Herausgeber): Atlas der klinischen Hämatologie, Springer 1955, 4. Auflage 1987
- Herausgeber: Praktische Hämatologie, Thieme Verlag, 9. Auflage 1988 (die 11. Auflage gab 1999 sein Sohn Michael Begemann heraus).